# 全日本プロレス中継
『全日本プロレス中継』（ぜんにほんプロレスちゅうけい）は1972年10月7日から2000年6月21日まで日本テレビで放映されたプロレスの実況中継番組。全日本プロレスの試合を中継していた。
番組の放送時間が1時間から30分間に縮小したことに伴い、タイトル表記が『全日本プロレス中継30』となった時期もあったが、後に放送時間は30分間のままで、従前の『全日本プロレス中継』に戻った。
オープニングテーマは『日本テレビスポーツのテーマ』。

## 番組の歴史

### 前史
元々日本テレビでは1953年の開局以来、力道山、ジャイアント馬場、アントニオ猪木らを中心とした日本プロレスの試合を、『三菱ダイヤモンドアワー・日本プロレス中継』などのタイトルで放送していた。その後NET（現：テレビ朝日）もプロレス中継に参入することになるが、日本プロレスは先行の日本テレビに配慮して「馬場及び坂口征二の試合を放映しない」「ワールド大リーグ戦の試合を放映しない」「インターナショナルヘビー級選手権試合およびインターナショナルタッグ選手権試合を放送しない」ことを条件にして参入を認め、1969年より2局放送体制となるが、人気No.1の馬場の試合を中継できないNETは『NETワールドプロレスリング』の番組名で、No.2である猪木や大木金太郎らを中心とした番組を組んだ。
だが同番組におけるメインイベンターであった猪木が、1971年12月に日本プロレスを除名され、日本プロレスはNET向けのエースとして猪木に代わって坂口を起用するも、猪木時代のような視聴率をとれずに低迷、それを理由にNETテレビが馬場の試合中継を日本プロレスに要求し、馬場の試合を放送すれば放映権料をアップするが、拒否すれば放送を打ち切るという強硬手段に出る。
かねてから日本テレビは馬場に対して「あなたがNETに出たら、ウチと日本プロレスの関係は終わりだ。NETには出ないでくれ」と念を押しており、日本プロレスに対しても、馬場の試合をNETでは放送しないよう警告していたが、それに対して「馬場の試合をNETで放送しても、日本テレビ自体での視聴率も高いので、日本テレビが放送を打ち切ることはないだろう」「強行突破してしまえば、日本テレビも文句を言えまい」という意見が日本プロレスの役員会で大勢を占め、その結果、日本プロレス役員会は役員の一人であった馬場の反対を押し切ってNETにおける馬場の試合中継を認め、反対した馬場も「会社が決めたことだ。欠場だけは許されない」としてNETへの登場を決断し、NET中継をつなぎ止めるため、最終的に日本プロレスはNETの要求を飲むことを決め、1972年4月3日放送の『NETワールドプロレスリング』新潟市体育館大会の実況生中継に馬場を出場させた。
当初の約束を破り、なし崩し的にNETで放送された坂口の試合やワールドリーグ公式戦は渋々認めた日本テレビだが、馬場の試合中継だけは行わないように警告したにもかかわらず、試合中継を認めた日本プロレスの行為に、日本テレビと『日本プロレス中継』のスポンサーである三菱電機が激怒。契約更改を行わないまま、同年4月7日以降も『日本プロレス中継』を放送していた日本テレビは三菱電機との協議の末、同年5月15日の記者会見において同年5月12日放送分の東京都体育館大会（「第14回ワールドリーグ戦決勝戦」である馬場VSゴリラ・モンスーンなどを放送）をもって『日本プロレス中継』を打ち切ることを正式発表した（1972年5月19日以降は『日本プロレス選手権特集』として過去の名勝負集を同年7月14日まで放送）。こうして日本テレビは1972年3月31日限りで日本プロレスとの放送契約を解除し、放送契約は事実上NETとの独占契約となった。
NETテレビ中継への馬場登場直後から日本テレビは、原章プロデューサー（後に日本テレビ運動部長、福岡放送社長）が懇意だった猪木が旗揚げした新日本プロレスの中継放送開始を計画し、新日本プロレスも交渉に応じようとした。計画では、『日本プロレス中継』を打ち切った上で、1972年夏から新日本プロレス中継を開始する計画だったが、最終的に日本テレビは三菱電機との協議の末、同年5月12日放送分を以って『日本プロレス中継』を打ち切り、1972年5月19日から7月14日までつなぎ番組として『日本プロレス選手権特集』を放送することにした。『日本プロレス選手権特集』の後番組はドラマ『太陽にほえろ!』となったため（同時に1972年7月15日から日本テレビにおけるプロレス中継が初めて空白となった）、日本テレビにおける新日本プロレス中継放送計画は頓挫した。
しかし、プロレス中継の視聴率自体は高かったため、『日本プロレス中継』終了直後から当時の小林與三次社長が、日本プロレスやNETに極秘裏に馬場がエース格となる新団体を設立するという裏工作を指示し、これを受けて馬場に接触し、馬場に日本プロレスからの独立と新団体設立並びに日本テレビでの中継を持ちかけ、「旗揚げに対しての資金は全て日本テレビが負担する」「放映権料も最大限用意する」「馬場がいる限り、プロレス人気が下火になっても放送は打ち切らない」等の好条件を提示した。
NETテレビ中継への自分の登場に反対していた馬場は、日プロ経営陣への不満もあって日本テレビの提案に同意し、1972年の「第1次サマー・ビッグ・シリーズ」開幕前に最終合意に至った。馬場はNETテレビが金曜20時台でも日本プロレス中継（『NET日本プロレスリング中継』）を開始した翌日である1972年7月29日に赤坂プリンスホテルにおいて、「第1次サマー・ビッグ・シリーズ」終了（最終戦は8月18日に行われた宮城県石巻市中央広場大会）をもって日本プロレスを退団する記者会見を行った。会見で馬場は、「日本プロレス界は、力道山の熱意、正力松太郎読売新聞創設者の英断、三菱電機関・大久保社長の支援などにより、今日の隆盛を見るに至った。日本テレビの電波によって、今日の人気と地位を獲得できた。私馬場正平は、日本テレビに出るべく、日本プロレスを退団するに至った」「新団体を設立し、日本テレビのブラウン管に乗りたい」などと会見した。
馬場は同年9月9日、自身がエース兼社長を務める全日本プロレスの創立会見を行い、同月18日には旗揚げシリーズの概要が発表された。外国人招聘ルートの確保に関しては、ロサンゼルスのミスター・モトは当初「日プロと全日本の両方に選手を派遣してもいい」と馬場に伝えていたが、最終的に日本プロレスからの圧力と妨害工作により全日本へのブッキングを断った。後に強固なパートナーシップを築くフリッツ・フォン・エリックのテキサス東部（ダラス地区）のルートも、この時点では日本プロレスとの提携関係が続いていたため見送りすることとなった。最終的にはアマリロ地区にマシオ駒と大熊元司が遠征していた縁故もあり、当時NWA内で多大な発言力のあったドリー・ファンク・シニアのテキサス西部ルートを確保した。駒から全日本プロレスの概要を聞かされたファンク・シニアは「俺が選手を送ってやろう。NWAのメンバーに入れてやると馬場に伝えろ」と答え、外国人選手のブッカーを買って出ており、すでに日本プロレスが加盟済みで「一つの地区に一人のプロモーター」が原則であるNWAのルールを変えてまで強引に馬場のNWAへの加盟を押し進めるなど全面的に協力している。また、馬場のアメリカでの武者修行時代に構築された人脈もあり、馬場の親友であるブルーノ・サンマルチノも全面的な協力を約束し、そのラインでWWWFとも友好関係を築いた。後にWWWFは新日本プロレスと業務提携を結び、全日本プロレスとは疎遠になるが、サンマルチノとの個人的な交流は続き、新日本プロレスとの提携後も新日本への出場を拒否し、全日本プロレスへ出場し続けている。
なお、新日本プロレス中継は東京12チャンネル（現：テレビ東京）における単発放送を経て、NETが1973年4月6日に『NET日本プロレス中継』を打ち切り、新日本中継に変更した上で『ワールドプロレスリング』に再改題して再スタートしている。

### 土曜20時枠時代
1972年10月、新番組『全日本プロレス中継』が毎週土曜日の20:00 - 20:55（1975年10月より20:00 - 20:54）に放送されることとなると同時に日本テレビにおけるプロレス中継が3カ月ぶりに復活した。当初は全国29局ネットで開始し、ネット局に関しても、『日本プロレス中継』を放送していた局の内、『日本プロレス中継』をもって日本テレビ系プロレス中継のネットを打ち切り、かつ『NET日本プロレスリング中継』も放送していた静岡放送（TBS系列、本番組は1974年4月にテレビ静岡（フジテレビ系列）で放送開始）と本番組開始直前に土曜20時台が日本テレビ同時ネット枠からNET同時ネット枠に変更された名古屋テレビ（当時は日本テレビ系列・NET系列、現在はテレビ朝日系列。これにより本番組は『NET日本プロレスリング中継』も放送していた中京テレビでの放送となった）以外の各局を引き継いだ。同時ネット局の数においても、『NET日本プロレスリング中継』への一元化によって同時ネット局が6局にまで減少した日本プロレス中継を圧倒することになった。
第1回（10月7日）当日の新聞に掲載されたキャッチコピーは「お待たせしました! リングの王者ジャイアント馬場日本テレビに再登場! いよいよ今夜8時」「18年の歴史を誇る日本テレビ全日本プロレス中継」と謳われていたように、日本テレビにおける馬場の試合中継並びに、日本テレビにおけるプロレス実況中継が5か月ぶりに復活する事をアピールした。第1回（10月7日）は「海外遠征第一戦『G・馬場対ザ・シーク』」（1972年9月20日、ホノルル）、第2回（10月14日）は「G・馬場アメリカ転戦記」と題し、団体旗揚げ前の馬場が、アメリカ遠征で行った試合の模様（一部、馬場以外の所属選手も含む）を放映。第3回目となる10月21日の「ジャイアントシリーズ前夜祭」（東京都町田市体育館）の生中継から、正式に新団体の中継放送に入り、翌10月22日に行われた旗揚げ第1戦である「'72ジャイアント・シリーズ」開幕戦日大講堂大会は10月28日に録画中継された。外国人選手は、馬場の人脈を利して一流外国人を招聘することになり、「'72ジャイアント・シリーズ」にはサンマルチノ、フレッド・ブラッシー、テリー・ファンク、ドリー・ファンク・シニア、ダッチ・サベージなどを、次期シリーズの「'72ジャイアント・シリーズ第2弾」では、ザ・デストロイヤー、アブドーラ・ザ・ブッチャー、サイクロン・ネグロ、ルーファス・ジョーンズなど、日本プロレスでの実績がある外国人選手を招聘。同時期に開催された日本プロレス「第3回NWAタッグ・リーグ戦」に参戦したワルドー・フォン・エリック、ダニー・ホッジ、ネルソン・ロイヤル、次期シリーズの「'72インターナショナル選手権シリーズ」に参戦したジン・キニスキー、ボボ・ブラジル、キラー・カール・コックス、ザ・ストンパーなどにも引けを取らないメンバーを揃えた。
創立初期は、国際プロレスとも協力関係を築き、日本陣営に国際プロレスから移籍したサンダー杉山やザ・デストロイヤーを参加させたり、国際プロレスの選手を出場させるなど、選手の拡充を図った。日本プロレスの興行をプロモートしていたプロモーターも、旗揚げ以前から全日本プロレスへ鞍替えしたプロモーターも少なくなく、それ故に創立時から、本番組開始を境に弱体化が進行していた日本プロレスを尻目に、1973年3月までテレビ中継がなかった新日本プロレス同様に全国各地で興行を打つようになっていった。
1973年2月3日にはNWAの正式加盟が認められた。日本陣営では、鶴田友美（ジャンボ鶴田）、天龍源一郎などといった、話題性のある大型新人を、積極的にデビューさせていった。1973年6月に同年4月に崩壊した日本プロレスの残党が合流した他、1974年3月には国際プロレス中継番組であった『TWWAプロレス中継』（TBS）を打ち切られた国際プロレスと正式に提携した。
都内におけるビッグマッチは、初期は主に日大講堂を使用していた。全日本が日大講堂をビッグマッチ会場とした理由は、日本テレビと日大講堂との間でボクシング中継に関する包括契約が締結されていたためである。日大講堂における全日本プロレスの興行は、日本大学が日大関連の行事以外の使用中止を通告した1977年3月まで続けられた。
1970年代から1980年代にかけては「プロレスの本場」としてのアメリカや、NWAの権威や地位などがまだまだ保たれていた時代であり、そのまま実質的に日本で唯一のNWA加盟団体であった全日本の強味となっていた。NWAなど数々のメジャーなタイトル戦の開催や、NWA公認の数多くのタイトルの新設（もしくは復活）、そしてNWAvsAWAの世界ヘビー級ダブルタイトル戦などアメリカでも実現不可能といわれた豪華な企画やマッチメイクが出来たのは、まさに当時の「馬場・全日本」だからこそ成し得たものだった。
こうした豪華でグローバルなイメージは、テレビマッチのラインナップにも強く反映され、海外の試合（主に所属選手の海外遠征時の試合。NWAエリアが多かった）も数多く放映された。1974年9月には東京12チャンネルにて『国際プロレスアワー』が開始し、国際プロレス中継が復活したが、『国際プロレスアワー』はネット局が少なかったため、ラッシャー木村やグレート草津などの国際プロレス所属選手の出場試合は、大部分の地域では本番組でしか視聴できなかった他、馬場VS国際プロレス所属選手の試合、1975年に開催された「オープン選手権」は基本的に日本テレビの独占中継となるなど、馬場と日本テレビは、国際プロレスと東京12チャンネルに対する影響力も強めていった。
なおこの時期、4～10月まではプロ野球ナイター（読売ジャイアンツ主管試合中心）が編成・開催された場合は野球を優先したため、23:45－24:40に繰り下げ（雨天中止の場合は定時通り）して放送が行われた。（後述参照）
視聴率は、開始当初の半年間は『NET日本プロレスリング中継』よりも上回る週もあった。しかし、1973年4月以降は、プロ野球中継放送の場合は深夜に時差放送されていたことや、裏番組でなおかつ30%以上の高視聴率を叩き出していた『8時だョ!全員集合』（TBS）や、1975年4月より放送が開始された『欽ちゃんのドンとやってみよう!』（フジテレビ）の影響で苦戦が続き、実力世界一路線や猪木とタイガー・ジェット・シンとの抗争で人気を博し、かつ視聴率が20%以上をたたき出していた『ワールドプロレスリング』を下回る週が多く、1973年7月 - 9月の土曜20時台に放送されたときの視聴率は7%～9%といった有様で、同年8月には4%の回もあったという。また、初期の日大講堂における興行も閑古鳥が鳴く有様だった。テコ入れ策として、1973年10月にはアントン・ヘーシンクをデビューさせたり（同年11月24日のデビュー戦の視聴率は約18%）、1977年には「世界最強タッグ決定リーグ戦」の前身にあたる「世界オープンタッグ選手権」を開催したが、優勝決定戦の視聴率は15.9%に終わった他、翌1978年には11月25日に開催された国際プロレス「日本リーグ争覇戦」蔵前国技館大会の実況生中継を放送したり、第1回となる「世界最強タッグ決定リーグ戦」を開催したものの、最終的に視聴率アップには繋がらなかった。全日本プロレスと国際プロレスとの関係も、「日本リーグ争覇戦」蔵前大会当日に新日本プロレスのストロング小林と小林邦昭が、1978年12月16日開催の新日本プロレス「プレ日本選手権」蔵前大会に木村、アニマル浜口、寺西勇、吉原功代表がそれぞれ登場したことから全日本プロレスと国際プロレスとの不協和音が発生。これに伴い、全日本と国際との提携は1978年を以って終了した。
1979年4月の日本テレビの大幅改編に伴い、土曜20時枠の放送は同年3月31日の新潟県三条市厚生福祉会館大会（「'79チャンピオン・カーニバル」第25戦）の生中継をもって終了した。

### 土曜夕方枠へ - ゴールデンタイム復帰
1979年4月7日からは土曜17:30 - 18:24のローカルセールス枠に変更され（ローカル枠変更初回の放送は前日4月6日に秋田県立体育館で行われた「'79チャンピオン・カーニバル」優勝決定戦〈鶴田VSブッチャー〉の録画中継）、同時に『日本プロレス中継』から続いてきたスポンサー付横幕や提供スポンサーによる読み上げがなくなり、基本的に録画中継に変更された。当時の日本テレビの17時台枠の視聴率の合格ラインは、ゴールデンタイムで放送されていた『国際プロレスアワー』と同様の7〜8%に設定していた。
この時期から、スタン・ハンセンやハルク・ホーガンなどのWWF勢の活躍や、初代タイガーマスクの登場によって新日本の人気がさらに上昇した。1981年には日本テレビにおけるインターナショナル・ヘビー級選手権試合の放送も『日本プロレス中継』打ち切り以来9年ぶりに復活した。同時にブッチャーを引き抜いた新日本への報復で、全日本と日本テレビはシンとハンセンの引き抜き工作を開始し、全日本は最終的に両者を引き抜いた。
しかし、土曜夕方枠へ移動後に全日本の経営が悪化したことから、日本テレビから役員が送り込まれ、松根光雄が代表取締役社長となると同時に馬場は代表取締役会長へ退いた上で、経営の立て直しが急務となった。これにより、マッチメイクの見直しが行われることと同時に、現場責任者に馬場からの信頼が厚かった佐藤昭雄を指名。鶴田と天龍の2人を二枚看板とし、年功序列のマッチメイクもやめ、越中詩郎や三沢光晴、国際プロレスから移籍した冬木弘道などの若手育成に努め、1983年2月のザ・グレート・カブキ登場で、「'83エキサイト・シリーズ」は2月シリーズ初の黒字を達成した。
1980年代前半には正月や『土曜トップスペシャル』の枠において、大規模大会においてゴールデンタイムの特番が数回組まれたことがあり、生中継で放送されたこともあった。『土曜トップスペシャル』では、1983年2月26日のハーリー・レイスVS馬場のPWFヘビー級王座戦（2月11日のセントルイス・チェッカードームからの録画放送。馬場が奪回に成功）が16.4%、1984年2月23日のニック・ボックウィンクルVS鶴田のAWA世界ヘビー級王座戦（蔵前国技館からの生中継。鶴田が奪取に成功）が14.9%、同年3月24日の馬場VSハンセンのPWF戦および鶴田VSボックウィンクルのAWA世界戦（蔵前国技館からの生中継）が16.5%と高視聴率を記録している。
その一方、1980年代中期には全日本とジャパンプロレスとの業務提携や、木村の参戦に伴う国際血盟軍結成によって、日本人同士の抗争という新機軸も盛り込んだことで、現場は再び馬場が仕切るようになり、ジャパンプロレス勢の全日本参戦やロード・ウォリアーズ登場に伴い、新日本や『ワールドプロレスリング』は新日本における日本人大量離脱やWWFとの提携解消、テレビ朝日の不振で人気や視聴率が低下していき、同時に全日本の人気も上昇していった。
一方で1985年3月には、新日本が一連の引き抜き戦争の報復としてブルーザー・ブロディを引き抜いたと同時に、ハンセン&ブロディのミラクルパワーコンビが解消したものの、全日本の人気が揺らぐことはなかった。同時期には前年に失踪した阿修羅・原が、テレビ中継が行われていた会場で、長州力を襲撃する行動に出る。長州に対する襲撃として、最初のターゲットを1985年4月3日開催の山形県体育館で行われた長州VS石川敬士に定め、石川に対してサソリ固めをかけた長州をウェスタンブーツで殴打。2度目のターゲットとして、同年4月19日開催の神戸ワールド記念ホールで行われた長州&アニマル浜口VSディック・スレーター&ボブ・ブラウンに照準を定め、試合終了後に乱入してまたもや長州を挑発。同年4月24日開催の横浜文化体育館にて、天龍とタッグを組み、長州&浜口と対戦したが、天龍を椅子で攻撃した後にそのまま試合放棄（天龍は、原のピンチヒッターに大熊元司を指名）。大熊も、同年5月19日開催の北海道網走市民総合体育館大会で原と対戦したが、後に「ヒットマン・ラリアット」と呼ばれることになるラリアットで秒殺された。これらの模様はいずれも録画中継され、原は「ヒットマン」と呼ばれることになる。
この時期からゴールデンタイム復帰を見据えた動きがみられるようになり、1985年3月9日には、前日に行われた千葉県船橋市民体育館大会をレギュラー枠にて録画中継した他（ウォリアーズVS浜口&キラー・カーンなどを放送）、両国国技館におけるプロレスこけら落とし興行（鶴田&天龍VSウォリアーズのインターナショナル・タッグ王座戦と長州&谷津嘉章VSブロディ&キラー・ブルックスなどを放送）を『土曜トップスペシャル』にて実況生中継した。当日の視聴率は、船橋大会が13.6%と視聴率の合格ラインを大幅に突破したが、両国大会は10.9%に終わった。同年6月21日には、1977年5月14日開催の「第4回チャンピオン・カーニバル」以来8年ぶりに日本武道館大会を開催。その模様は翌6月22日にレギュラー枠と『土曜トップスペシャル』にて録画中継された。
1985年8月、日本テレビは本番組を10月19日より土曜19:00 - 19:54枠で6年半ぶりにゴールデンタイムへ復帰させることを発表した。発表記者会見には、全日本勢だけでなく長州を始めとしたジャパン勢も共に出席。日本人抗争をゴールデン復帰の切り札や売り物にしようとした思惑が窺えた。しかし、ゴールデンタイムへの復帰は必ずしも長州らの参戦が決め手となったわけではなく、前述の『土曜トップスペシャル』での実績が試金石になったと、当時の番組プロデューサーだった日本テレビの原章は語っている。
ゴールデン復活第1回は、1985年10月19日に行われた「ワールド・チャンピオン・カーニバル」第12戦である後楽園ホールからの生中継であった。この時期から本番組は『ワールドプロレスリング』よりも視聴率で上回るようになっていた他、日本テレビ系新局開局などによる放映権移行などで、同時ネット局は土曜20時台時代よりも多くなっていた。
ゴールデンタイムに復帰後は、翌年の1986年に輪島大士をデビューさせ、1986年11月1日に石川県七尾総合市民体育館から生中継された輪島のデビュー戦は17.1%という視聴率を記録した。輪島やジョン・テンタの大相撲出身者が全日本に入団したことが引き金となり、同年11月に日本相撲協会から全日本に対し両国国技館の無期限使用禁止を通告したが、全日本は日本武道館を都内のもう一つのビッグマッチ会場としていたため影響は受けなかった。同年4月にはカルガリーハリケーンズの試合の放送が解禁された。ブッチャーとブロディも1987年に全日本へ復帰したが、同年にはジャパンプロレスも分裂し、長州など一部選手が新日本へ復帰した。
1987年4月以降は『ワールドプロレスリング』が『ギブUPまで待てない!!ワールドプロレスリング』にリニューアルされ、録画中継に移行したことに伴い、本番組が唯一実況生中継されるプロレス中継番組となったが、1988年3月26日の「'88チャンピオン・カーニバル」開幕戦である茨城県古河市立体育館大会の生中継を以って、土曜19時枠の放送並びに生中継も終了した。古河大会の翌日である3月27日の日本武道館大会は、鶴田VSブロディのインターナショナル・ヘビー級王座戦と天龍VSハンセンのPWFヘビー級王座戦&ユナイテッド・ナショナル・ヘビー級王座戦が行われる事になっており、その矢先でのゴールデンタイム再撤退となった。

### ローカル枠・プライムタイムへの移行、そして深夜枠へ
ジャパンプロレス崩壊後でなおかつ「'88チャンピオン・カーニバル」シリーズ中の1988年4月からは日曜22:33 - 23:26（22:30 - 22:33は予告番組）に放送時間が変更されたと同時に、以降は再度ローカル枠での放送と同時に録画中継となり、再度プロ野球中継で放送時間が左右されることも無くなった（プロ野球中継延長の際は放送時間繰り下げ）。同時期に土曜夕方に移行した『ワールドプロレスリング』共々ゴールデンタイムや実況生中継で放送されるプロレス中継は消滅した。しかし、「'90チャンピオン・カーニバル」シリーズ中の1990年4月に、海外ドラマの放送を2年ぶりに再開したため、放送時間も日曜24:30 - 25:25に変更された。
しかしながら馬場をはじめ、三沢、川田利明、田上明、小橋健太のプロレス四天王や秋山準、高山善廣といった、後年団体を牽引する選手たちをこの番組から育て上げた。また、日本武道館における興行も1989年以降は札止めが続き、1990年には天龍や谷津嘉章などの大量離脱があったものの、巧みなマッチメイク、木村のマイクパフォーマンス、「プロレスニュース」で番組を乗り切った。
馬場自身は、第一線を退くとともに、解説者として放送席に座ることが多くなった。

### 放送時間短縮 - ジャイアント馬場の逝去
放送時間は長らく1時間枠だったが、「'94チャンピオン・カーニバル」シリーズ中の1994年4月2日からついに土曜26:35 - 27:05の30分枠に短縮され『全日本プロレス中継30（通称：プロレス30）』に改題、翌1995年からは、全国ネット中継とは別に、番組収録を行った放送エリアのみで放送する系列局限定中継も開始された。最後まで系列外ネットを継続していた宮崎放送と琉球放送（いずれもTBS系列）における放送も同時期に打ち切られ、以降は日本テレビ系列局のみでの放送となった。馬場が亡くなる直前の「'98世界最強タッグ決定リーグ戦」の優勝戦から、ビッグマッチは通常の30分枠を15分拡大し、45分枠での放送形態をとった（馬場追悼特集や東京ドーム大会は60分枠）。また番組内容も、タイトルマッチへの流れ・闘いの状況等をまとめたVTRを多用したり、画面右上にテロップが表示されたりと工夫が見られてきた。この頃から若林健治や竹内宏介等、かつての実況・解説者も復帰したが、馬場が1999年1月に結腸癌のため永眠した。

### 全日本プロレスの大量退団と番組の終焉
ジャイアント馬場の逝去後、全日本プロレスは三沢を社長に就任するものの、馬場の未亡人である馬場元子との対立が表面化するようになる。「2000チャンピオン・カーニバル」シリーズ中の2000年4月5日から放送時間を日曜24:55 - 25:25から水曜25:45 - 26:15に変更したと同時に、日本テレビのプロレス中継では『日本プロレス選手権特集』以来、27年9か月ぶりに平日での放送となった。しかし、同年に発生した「2000スーパー・パワー・シリーズ」終了直後における三沢の社長解任と全日本プロレスの大量退団騒動を端に、日本テレビは2000年6月19日に本番組の打ち切りを正式発表し、2000年6月21日の放送を以って27年9か月の歴史に幕を閉じた。
なお45分枠で放送された最終回では、番組名は『全日本プロレス中継』でありながらも、放送内容は三沢をはじめとする退団選手達の新団体旗揚げ記者会見がメインという放送であり、『全日本プロレス緊急拡大スペシャル』のサブタイトルを加えて放送された。その新団体たるプロレスリング・ノアには、元日本テレビの大八木賢一も専務取締役として在籍しており、このことからもノアと日本テレビが当時から密接な関係だったことが窺い知れる。なお最後の試合中継は大量退団騒動直前の同年6月9日に行われた「2000スーパー・パワー・シリーズ」の最終戦である日本武道館（世界タッグ王座決定戦〈川田利明&田上明vs大森隆男&高山善廣〉など）からの録画中継であった。
本番組の27年9か月という放送期間は、1954年2月から2009年3月まで放送されていた日本テレビのプロレス中継の歴史の中でも最長寿であった。

## 放送終了後
日本テレビはその後退団選手達が設立したノア側に付き、ノアが軌道に乗るまでの2000年6月28日から2001年3月までの約9か月間はプロレス情報番組『コロッセオ』でつないだ後、同年4月からは『プロレスリング・ノア中継』に正式に移行した。
日本テレビは打ち切り後も全日本の試合を『コロッセオ』内でダイジェストの形で放送しようと計画したが、「日本テレビさんとはまだ、解決すべき問題が残っている」と、馬場元子や渕正信などの残留派から猛反発を買い、「ジャイアント馬場3回忌興行」まで取材拒否を受けることになる。ちなみに日本テレビは本番組打ち切り当時、15%の全日本プロレスの株式を保有していた。
離脱してノアに移籍した選手は、本番組終了10日後である2000年7月1日に開幕した「2000サマー・アクション・シリーズ」の4大会に興行の関係上（4大会とも、地元のプロモーターが全日本から興行権を購入して主催する売り興行）出場したが、テレビマッチではなく、日本テレビでは中継されなかった。
本番組終了並びに大量離脱後における全日本プロレスの地上波中継は、テレビ朝日で2001年6月24日に「全日本プロレス中継」（関東ローカル）が、テレビ東京で2004年4月から2005年3月まで『プロレスLOVE 夜のシャイニング・インパクト』が、千葉テレビで2007年4月から2013年12月まで『全日本プロレス マザー』がそれぞれ放送された。テレビ朝日での放送は通常の『ワールドプロレスリング』に続けて放送され、三冠ヘビー級選手権「王者天龍源一郎vs挑戦者武藤敬司」、川田利明vs天山広吉のシングルマッチが放送された。後の2番組は本番組とは異なりテレビ東京・千葉テレビは制作には関与せず、映像はGAORAやFIGHTING TV サムライから提供を受け、全日本による番販（持ち込み）方式を取っていた。
2022年9月18日、全日本プロレス50周年日本武道館大会をBS日テレにて生中継されることとなった。BS日テレでのプロレス中継は初で、日本テレビが関わる全日本プロレスの中継は「ジャイアント馬場3回忌興行」以来21年ぶりとなる。

## プロレスニュース
福澤朗が実況を担当した1990年代前半には、中継を行わなかった試合の結果や関連情報を伝える「プロレスニュース」というコーナーがあった。後に「プロレスニュースプラス1」と改め、1994年まで続いた。
スタートのきっかけは、1990年4月に当番組が日曜深夜枠に移動した際、「日曜の深夜って、誰も見ない枠だよなってことで、いい意味で引っかかってもらえるようなことをやろうじゃないか」という発想からスタートした。当初は『ニュースプラス1』『きょうの出来事』をはじめ主に報道番組で使われていた当時の麹町本社・Eスタジオから伝えていた。これは正式なスタジオ使用許可を得たものではなく、ニュースが放送されていない時間にスタジオ入りし、常駐しているカメラマンに撮影を頼む形でゲリラ的に収録されていた。しかし、程なくして報道局にその事実が露見してスタジオを締め出されたため、それ以後は別のスタジオでプロレスニュース専用のセットを背景にして放送した。
「プロレスニュースプラス1」とタイトルを改めてからは主に試合会場、中継が行われる地方都市に所在する観光スポット（岩手県営体育館で行われる大会の中継協力局だったテレビ岩手の近くにある盛岡城址公園など）、当時の日本テレビ麹町本社の敷地内、移動中のバスなどで、福澤が自らデスク（＝画板）を持って伝えるロケ方式に変更されている。福澤が事情で担当できない場合は、臨時で若林健治や金子茂など、他のプロレス実況担当アナウンサーが代わりに担当した。デスクにはネームプレートが付いていたが、福澤や金子などは漢字表記だったのに対し、野口敦史だけは手書きのひらがな表記となっていた。
「プロレスニュース」は「プ・プ・プ、プロレスにゅ～す」という福澤のタイトルコールで始まり、選手のコメントを福澤がものまねで代読したり、福澤がザ・デストロイヤーの覆面をかぶって「福澤デストロイヤー朗」と名乗って登場したり、あまり注目を集めていない外国人選手を面白おかしくプッシュする、「どぉ～ですか!?」というくだりから始まるなど、くだけた感じの進行だった。福澤自身は、「プロレスニュース」のことを「前衛的ミニコーナー」と表現していた（「週刊プロレス」リレーコラムより）。
「プロレスニュース」に対し、馳浩（当時新日本プロレス）が「プロレスを馬鹿にしている。許せない」「ぶん殴ってやる。あのアナウンサーあまりにもふざけすぎだよ」と息巻いていた。また若林健治は初期の代理出演の際、「私はこの『プロレスニュース』 が嫌いです、大嫌いです、誰が何と言っても嫌いです！　身内からも賛否両論、…『プロレスニュース』をお伝えしました」と、コーナーを締めくくったことがある。
1994年最初の「プロレスニュースプラス1」では、冒頭部分のみ本家のキャスター（桜田順子・真山勇一）と共演した。
「プロレスニュースプラス1」は、1994年3月の放送時間短縮時に終了する。その最終回は福澤アナが「『プロレスニュース』に否定的な熱烈的プロレスファン」に刺され、「いつか、こんな日が来ると思ってたぁ…」と言うシーンで終了という、前述のような状況を茶化した（当然スタッフとの寸劇で、演技もわざと下手に行っていた）、いかにもプロレスニュース的な幕引きであった。
なお、本番組で放送された「プロレスニュース」の一部は、後述の『日テレプロレス中継アーカイ部』にて配信されている。
1997年に「プロレスニュースリターンズ」という形で一時復活したが、本放送では数回のみで自然消滅した。2023年1月27日に開催された「爆音! 日テレプロレス超名画座 ～重低音ストンピング祭り!～」に合わせ、『日テレプロレス中継アーカイ部』にて「プロレスニュースリターンズ」が復活した。『日テレプロレス中継アーカイ部』版における「プロレスニュースリターンズ」の出演は福澤が担当した。以降も「プロレスニュースリターンズ」は『日テレプロレス中継アーカイ部』にて不定期配信されており、『日テレプロレス中継アーカイ部』版は本番組と同じく福澤がキャスターを担当する場合が多いが、2024年11月10日に開催予定である「日テレプロレス超名画座3」の告知は天龍源一郎がキャスターを務めた。

## その他エピソード
- 番組の制作は一貫してバラエティ部署ではなく、原章運動部長率いる日本テレビ運動部（スポーツ部）が担当した。
- 番組開始当初から十数年程度、CM入り前に「日本テレビの全日本プロレス中継。この放送は（会場名）より全国のプロレスファンの皆さんにお送りしております」（ごく初期「全国のプロレスファンの皆さんに」という部分を「全国31局を結んでお送りしております」としたことがあった）というコメントが必ず放送されていた。
- 試合後の選手のコメントも字幕で語られており、天龍革命時代の天龍源一郎の「何も言う事はない」（実際はノーコメントと言うだけ）、対超世代軍時代の三沢光晴戦後のジャンボ鶴田の「あいつはもっと良い奴だと思った」など数々の名言語録を残している。
- 放送時間の変更は、前述の通り春の改編期に当たる「チャンピオン・カーニバル」中に行われることが多かった。
- 覆面プロレスラーであり「1000の顔を持つ男」という異名で知られるミル・マスカラスが来日したときには、度々、視聴者用プレゼントにマスクを大量に提供。応募はがきをリング上にばらまいて大公開抽選会を開催したこともあった[31]。
- 小橋健太がデビューした直後、小橋は若林健治に対して「自分の試合は100パーセント、オンエアされません。そんなことはわかっています。でも、自分がプロレスを頑張っていることを、福知山の母親に見せたいんです」と頼み込んだ。小橋の話を聞いた若林はプロデューサーに対して「VHSテープに落としてくれませんか」と依頼し、プロデューサーはその件に関して快諾した。若林は前座時代の小橋の試合を実況を行った上で、そのテープを福知山にある小橋の実家に届けたという。この件は小橋がテレビ中継に登場するようになった1989年まで続けられた[32]。
- 1985年10月からの土曜19時からの放送時は実況生中継の時はオープニングの提供クレジットが試合会場の映像に重なる形であったが、録画中継の時はブルーバックに表示されていた。
- 1990年代に入ってから、高速度撮影を活用した「スーパースロー」を番組のひとつの目玉としていた。
- オープニングタイトルは『（日本テレビ または NTV）全日本プロレス中継』となっていたが、1992年より、日本デザインセンターに所属していた山本洋司デザインによる、星マークと一緒に「ALL JAPAN PRO WRESTLING」の文字に加え、中央で「プロレス」という文字が回転されるデザインになっていた。
- 1990年代前半の番組内ではSWSに移籍した選手やジャパンプロレス絡みの映像を封印していた。そのため長州力や天龍源一郎の映像はオンエアはおろかソフト化もされなかった。しかし特例としてタイガーマスクがマスクを脱いだ試合での谷津嘉章とサムソン冬木の映像は何度となく流れている。また、第1回あすなろ杯の冬木や高野俊二の映像は顔隠しで「プロレスニュース」内で放送されたが、顔隠しだけでなく、テロップの冬木や高野の名前の部分を禁マークで隠していた他[注 13]、実況の部分でも効果音で伏せていた。1998年、番組内コーナー「王道リスペクト」（過去の名勝負紹介）で鶴田vs長州の映像を解禁した事を皮切りに、天龍、ザ・グレート・カブキ、小林邦昭等の映像を次々と解禁した。
- 本番組が放送された27年9か月の間にも、放送上のハプニングやトラブルが発生したり、収録中止となったケースもあった。
  - 「'80チャンピオン・カーニバル」では、1980年4月18日に大阪府立体育館大会で行われたテリー・ファンクVSブッチャーはブッチャーがテリーの胸元にビール瓶を突き刺し、スレーターが救援に入った。5月2日に後楽園ホール大会で行われたブッチャーVSザ・シーク戦でも、実況を担当していた倉持隆夫がシークの襲撃に遭い、倉持は額を割られて病院送りとなった。土曜夕方枠時代は録画中継だったため、日本テレビは局の自主判断でテリーVSブッチャーを途中から静止画映像に切り替え、ブッチャーVSシークを未放送とした[31]。ブッチャーVSシークは、試合当日の『NNNきょうの出来事』で報道される寸前まで行った他（最終的に倉持が嘆願したためにブッチャーVSシークは『NNNきょうの出来事』では報道される事なく事なきを得た）、試合翌日には馬場が日本テレビを訪れてスポーツ局長と金原二郎アナウンス部長に謝罪したという。
  - 1984年10月22日に行われた「'84ジャイアント・シリーズ」第16戦長崎国際体育館大会では、同大会のプロモーター（阿修羅・原の関係者）がポスター張りなどの宣伝活動やチケット販売、各方面への興行許可を行わずに蒸発していたことが当日になってリングスタッフによって判明。同大会は録画中継が予定されていたため興行や録画中継が危ぶまれた。すでにマスコミで同大会が開催される事を知っていたファンが集まっていたため、馬場は当日「一人でもお客さんが来てくれるなら興行を行う」と声明した上で、当日に各方面へ興行許可を申請した上でチケットを値引きして販売した。興行並びに番組収録は予定通り行った上でテレビ長崎の協力の下で録画放送されたが、観衆は1800人と発表されたものの、実数は100人程度であった。これが、後の原による長州襲撃へとつながる[20][33][注 14]。
  - 1986年9月20日に相模原市立総合体育館（ジャパンプロレス主催興行）で行われ、実況生中継された長州vsスーパー・ストロング・マシンでは、試合後にマシンはマスクを脱ぎ捨てたが、マスク脱ぎのシーンは試合後にCMに入ったため放映されず、EDクレジット中に脱ぎ捨てられたマシンのマスクが映し出された[34]。
  - 1995年1月19日に行われた「'95新春ジャイアント・シリーズ」大阪府立体育会館大会は、阪神・淡路大震災発生から2日後の興行でなおかつ録画中継が予定されていた。大阪大会では川田利明VS小橋健太の三冠ヘビー級王座戦が行われることになっており、前売りの段階で超満員となっていたため、全日本プロレスは阪神・淡路大震災の被災地における唯一の開催である大阪大会を開催するか対応を迫られた。馬場と日本テレビはプロモーターと協議の末、予定していた録画中継を中止にした上（後に大阪大会を収録したVHSを発売）で入場無料で興行を開催した[注 15][35]。
  - 上記の試合の内、ブッチャーVSシークは後に日テレジータスによるアーカイブ放送で放送された他、TVerと日本テレビの見逃しサービスである「日テレ無料TADA!」でも配信されている。長州VSマシンも日テレジータスによるアーカイブ放送においてマスク脱ぎのシーンが放送されている。
- 2000年6月19日に番組打ち切りが発表された際、発表当日の『ニュースプラス1』や翌6月20日の『ズームイン!!朝!』でも番組打ち切り決定が報じられた。その際、当時『ズームイン!』を担当していた福澤朗は、『ズームイン!』で番組打ち切り決定のニュースを自ら伝えた直後に、この件に関するコメントを寄せた他、後に同じく実況も担当した徳光和夫も『THE・サンデー』において番組打ち切り決定に関するコメントを寄せている。

## 主な実況アナウンサー
- 清水一郎
- 徳光和夫
- 倉持隆夫
- 松永二三男
- 竹山祐一（読売テレビ）
- 若林健治
- 福澤朗
- 後藤俊哉
- 金子茂
- 野口敦史
- 平川健太郎
- 矢島学
- 舟津宜史
- 菅谷大介
- 町田浩徳
- 佐藤啓（中京テレビ）
- 山本純也（読売テレビ）
- 川尻直美（テレビ新潟）※
- 須山司（テレビ新潟）
- 水本豊（ミヤギテレビ）
- 高橋裕（山口放送）
- 大神いずみ（プロレスニュース、選手インタビュー担当）

ローカル局アナウンサーは、主としてその地域で行われた興行の実況を担当する。ただし、山本純也・佐藤啓は、関東地区や札幌など、他地区の試合でも実況を担当した。

※川尻は、日本武道館大会で同番組初めての女性実況アナウンサーとして参加した。

## 主な解説者
- 山田隆（東京スポーツ記者）
- 田鶴浜弘（作家）
- ジャイアント馬場
- 竹内宏介（ゴング誌編集長）
- 佐藤昭雄
- ザ・グレート・カブキ
- 百田光雄

## 登場ゲスト
- 松山千春 - 東京ドームで行われた「日米レスリングサミット」のゲスト。
- ウッチャンナンチャン（後に、内村光良一人でも出演や、南原清隆一人でも出演あり）
- 川合俊一
- 生稲晃子 - 川田が彼女の大ファンで、番組内で2人の対面も実現した。
- 立花理佐
- 松本伊代
- C.C.ガールズ
- 掛布雅之
- 水島裕子・ハイヒール・大槻ケンヂ・藤崎仁美
「旗揚げ20周年記念・'92ジャイアントシリーズ」に毎週登場した副音声ゲスト。大阪大会ゲストのハイヒールはスタン・ハンセンの「半ケツ」を目撃した。
- 早坂好恵
- 常盤貴子 - 放送席で永源遙のツバ攻撃の直撃を受け号泣した。
- 大河内奈々子
- 岡村隆史（ナインティナイン） - 主演映画『無問題』の宣伝を行い、観客の不評を買った。

また、1994年3月の「全日本プロレス中継30」移行時の告知に三遊亭楽太郎や円広志が登場した。

## スタッフ
- プロデューサー：石尾栄二、森田貴之、今泉富夫ほか
- 制作：原章
- ディレクター：梅垣進、桜井純一、長尾泰希、村上和彦、岩崎泰治ほか
- 制作協力：NTV映像センター（地方大会の場合、札幌テレビ、中京テレビ、読売テレビ、テレビ新潟、福岡放送など、番組を放送するネット局（独立UHF以外の番組販売ネットを含む）も協力としてクレジットされていた。また関西地区での開催時は、読売テレビに代わって大阪東通と生田スタジオ→NTV映像センターが協力を行う場合があった）
- 製作著作：日本テレビ

## ネット局
- 系列はネット終了時（打ち切り時は放送打ち切り時）のもの。
- ◎は『日本プロレス中継』からネットを継続した局。
- ○は『日本プロレス中継』からネット局が変更となった局。
- ●は『プロレスリング・ノア中継』も継続して日本テレビ系プロレス番組を放送した局。

| 放送対象地域           | 放送局             | 系列                                         | 備考                                                                                       |
| ---------------------- | ------------------ | -------------------------------------------- | ------------------------------------------------------------------------------------------ |
| 関東広域圏             | 日本テレビ         | 日本テレビ系列                               | 制作局                                                                                     |
| 北海道                 | 札幌テレビ         | 日本テレビ系列                               | ◎●                                                                                         |
| 青森県                 | 青森放送           | 日本テレビ系列                               | ◎●                                                                                         |
| 岩手県                 | テレビ岩手         | 日本テレビ系列                               | ◎●                                                                                         |
| 宮城県                 | ミヤギテレビ       | 日本テレビ系列                               | ◎●                                                                                         |
| 秋田県                 | 秋田放送           | 日本テレビ系列                               | ◎●                                                                                         |
| 山形県                 | 山形放送           | 日本テレビ系列                               | ◎●                                                                                         |
| 福島県                 | 福島中央テレビ     | 日本テレビ系列                               | ◎●                                                                                         |
| 山梨県                 | 山梨放送           | 日本テレビ系列                               | ◎                                                                                          |
| 新潟県                 | 新潟総合テレビ     | フジテレビ系列 日本テレビ系列 テレビ朝日系列 | ◎現：NST新潟総合テレビ 1980年3月まで                                                       |
| 新潟県                 | テレビ新潟         | 日本テレビ系列                               | ●サービス放送開始直後の1981年3月28日から                                                   |
| 長野県                 | 信越放送           | TBS系列                                      | ◎1985年9月24日まで                                                                         |
| 長野県                 | テレビ信州         | 日本テレビ系列                               | ●1985年10月19日の放送枠移動から                                                            |
| 静岡県                 | テレビ静岡         | フジテレビ系列                               | ○1974年4月から1978年6月まで                                                                |
| 静岡県                 | 静岡けんみんテレビ | テレビ朝日系列 日本テレビ系列                | 現：静岡朝日テレビ 1978年7月開局から1979年3月まで                                          |
| 静岡県                 | 静岡第一テレビ     | 日本テレビ系列                               | ●1979年7月開局から                                                                         |
| 富山県                 | 北日本放送         | 日本テレビ系列                               | ◎●                                                                                         |
| 石川県                 | 北陸放送           | TBS系列                                      | ◎1990年3月まで                                                                             |
| 石川県                 | テレビ金沢         | 日本テレビ系列                               | ●1990年4月開局から                                                                         |
| 福井県                 | 福井放送           | 日本テレビ系列 テレビ朝日系列                | ◎1989年3月までは日本テレビ系単独加盟局                                                     |
| 中京広域圏             | 中京テレビ         | 日本テレビ系列                               | ○●                                                                                         |
| 近畿広域圏             | 読売テレビ         | 日本テレビ系列                               | ◎●                                                                                         |
| 鳥取県・島根県         | 日本海テレビ       | 日本テレビ系列                               | ◎●                                                                                         |
| 広島県                 | 広島テレビ         | 日本テレビ系列                               | ◎●                                                                                         |
| 山口県                 | 山口放送           | 日本テレビ系列                               | ◎●                                                                                         |
| 徳島県                 | 四国放送           | 日本テレビ系列                               | ◎                                                                                          |
| 香川県→ 香川県・岡山県 | 西日本放送         | 日本テレビ系列                               | ◎●1983年までの放送免許エリアは香川県のみ 1983年4月から電波相互乗り入れに伴い岡山県でも放送 |
| 愛媛県                 | 南海放送           | 日本テレビ系列                               | ◎●                                                                                         |
| 高知県                 | 高知放送           | 日本テレビ系列                               | ◎●                                                                                         |
| 福岡県                 | 福岡放送           | 日本テレビ系列                               | ◎●                                                                                         |
| 長崎県                 | 長崎放送           | TBS系列                                      | ◎1984年3月まで                                                                             |
| 長崎県                 | テレビ長崎         | フジテレビ系列                               | 1984年4月から1991年3月まで 1990年9月までは日本テレビ系とのクロスネット局                   |
| 長崎県                 | 長崎国際テレビ     | 日本テレビ系列                               | ●1991年4月開局から                                                                         |
| 熊本県                 | 熊本放送           | TBS系列                                      | ◎1982年3月まで                                                                             |
| 熊本県                 | くまもと県民テレビ | 日本テレビ系列                               | ●1982年4月開局から                                                                         |
| 大分県                 | テレビ大分         | 日本テレビ系列 フジテレビ系列                | ◎1970年代後半までと、1985年10月から                                                        |
| 大分県                 | 大分放送           | TBS系列                                      | 1980年代初期-中期にネット                                                                  |
| 宮崎県                 | 宮崎放送           | TBS系列                                      | ◎1998年3月打ち切り                                                                         |
| 鹿児島県               | 南日本放送         | TBS系列                                      | ◎1975年３月までと、1992年4月から1994年3月まで                                              |
| 鹿児島県               | 鹿児島テレビ       | 日本テレビ系列 フジテレビ系列                | 1975年4月から1992年3月まで                                                                 |
| 鹿児島県               | 鹿児島読売テレビ   | 日本テレビ系列                               | ●1994年4月開局から                                                                         |
| 沖縄県                 | 琉球放送           | TBS系列                                      | ◎1970年代初期から1990年代中期にかけての一時期のみ                                          |

- この他にも、1990年代の30分短縮以後に、テレビ埼玉、千葉テレビといった、関東の独立局が時差ネット（実質には日本テレビの再放送）をしていたこともある[注 24]。

### ネット局に関する備考
- ゴールデンタイム（土曜20時台や土曜19時台）に放送されていた頃はほとんどの日本テレビ系列局（クロスネット局含む）が同時ネットで放送していたが、1979年4月から1985年9月までとゴールデンタイムを再度外された1988年4月以降は同時ネット局が減少した。特に土曜17:30枠や日曜22:30枠時代は、現在と違ってほとんどの系列局が当該時間帯に自社制作番組や他系列番組を組んでいたため[注 25]、週末午後のローカル枠や深夜ローカル枠に変更された地域がほとんどだった他、前者の時代は一時期打ち切っていた局もあった。日曜深夜に放送されていた頃は日本テレビでは『NNNドキュメント』の直後枠に組まれていた（『プロレスリング・ノア中継』も同様）。
- 広島テレビでは土曜夕方枠時代、プロ野球広島東洋カープ戦中継が19:00から編成された際には、プロレス中継を返上して17:30 - 18:00まで穴埋め番組を放送した後、18:00 - 18:30まで『プレイボールナイター』を放送することがあった（読売ジャイアンツ主催ゲームも対広島戦に限り日本テレビから裏送り）。
- ゴールデンタイムで放送されていた頃、プロ野球ナイター中継（1973年は20:00 - 21:25。1974年から1978年は19:30 - 20:55→20:54、1986年・1987年は19:00 - 20:54）が編成された際は、本番組は雨傘番組扱いとなり（雨天中止の際は通常通り放送）、土曜20時台時代は同日の23:45 - 24:39枠で録画放送を行い、その際は同枠で放送されている海外ドラマ[注 26]は休止となった他、土曜19時台時代は、放送予定だったカードは翌週のローカルセールス枠である土曜15時台か16時台の録画放送となるなど、編成面でプロ野球ナイター中継との兼ね合いがあったようである。なお当時は民放2局の地域やクロスネット局が多く、日本テレビ系列局（クロスネット局も含む）が所在する地域によっては振替放送が実施されない場合があった。
  - なお土曜夕方時代は「公式戦」でのナイター中継による放送ずれはなくなったものの、「オールスターゲーム」中継で放送がずれた事が2度あり、1回目は1981年7月25日の「オールスターゲーム・第1戦」中継（阪神甲子園球場、読売テレビ制作）が18:20 - 20:54に編成された事により、18:30の『NNN JUST NEWS』が30分繰り上がったため、当番組は土曜16:00で放送[38]、2度目は1984年7月21日の「オールスターゲーム・第1戦」中継（後楽園球場）が18:30 - 20:54に編成により、18:30の『NNN6:30きょうのニュース』共々30分繰り上げて土曜17:00で放送された[39]。
  - また1978年8月26日は、『24時間テレビ 愛は地球を救う1』（この回が初回）編成により土曜16:00で放送[40]、この後土曜19時時代に『24時間テレビ 「愛は地球を救う」』が編成された時は、ナイター中継同様、土曜16:00で放送された。
- テレビ中継される大会も、日本テレビ系列局（クロスネット局も含む）で放送されていた地域で行われた大会はもちろんのこと、他系列局で放送されていた地域で行われた大会でも、タイトル戦が行われていた関係で行われていた。1985年10月から1988年3月までは、生中継が行われる大会に関しては、通常18:30試合開始のところを、17:00試合開始や18:00試合開始に繰り上げて対応していた。
- またクロスネット局がある一部地域でも、放送枠の関係や『日本プロレス中継』をネットしていた局が本番組も続けて日本テレビ系プロレス番組枠を編成し続けたために、同一地域の他系列局（主にTBS系列局）で放送されるケースもあったが、他系列局で放送された場合は、ゴールデンタイムの放送においても本来の系列番組（『8時だョ!全員集合』・『まんが日本昔ばなし』・『クイズダービー』など）の優先ネットだったため、本番組は『日本プロレス中継』と異なり遅れネットとなった。土曜20時台にTBS系列局で放送していた地域の内、鹿児島県は1975年4月の南日本放送から鹿児島テレビへの放映権移行に伴い、『日本プロレス中継』終了以来2年11か月ぶりにレギュラー放送における実況生中継で放送されるプロレス中継が復活した。熊本県は、1985年10月のゴールデンタイム復帰に伴い、『日本プロレス中継』終了以来13年5か月ぶりにレギュラー放送における実況生中継で放送されるプロレス中継が復活した他、長野県は1985年10月の信越放送からテレビ信州へ放映権移行に伴い、1984年4月に『太陽にほえろ!』の放映権が信越放送からテレビ信州への放映権移行に伴う『ワールドプロレスリング』の遅れネット化以来、1年半ぶりにレギュラー放送における実況生中継で放送されるプロレス中継が復活した一方で[注 27]、『日本プロレス中継』から継続して同時ネットで放送していた長崎放送は、1979年4月の土曜ローカル枠移行と同時に、長崎県からはレギュラー放送における実況生中継で放送されるプロレス中継は完全に消滅した（『土曜トップスペシャル』における実況生中継は1984年3月まで継続、1984年4月から1991年3月までの長崎県のネット局で、1990年9月までフジテレビ系列とのクロスネット局であったテレビ長崎における土曜19時台はフジテレビ系同時ネット枠）[注 19]。
- 土曜夕方時代、レギュラー枠が遅れネットで放送された地域では、同一大会をレギュラー枠と『土曜トップスペシャル』枠の両方で放送する場合、『土曜トップスペシャル』枠を先に放送していた。また、レギュラー枠と『土曜トップスペシャル』で放送される特番の放送局が異なっていた地域があり、長野県と大分県は、レギュラー枠は信越放送・大分放送で、『土曜トップスペシャル』で放送される特番はテレビ信州（1980年10月から）・テレビ大分でそれぞれ放送していた（いずれも1985年9月まで）。
- 当番組を放送していたクロスネット局、そして他系列局の中には、当番組の他にもテレビ朝日系『ワールドプロレスリング』やTBS系『TWWAプロレス中継』も放送していた放送局もあった他、『ワールドプロレスリング』が未放送だった地域もあったため、本番組のネット局だけが『ワールドプロレスリング』や『TWWAプロレス中継』とのセットもしくは本番組のみで、プロレス中継を放送していた地域もあった。本番組と『ワールドプロレスリング』をセットで放送していた局は、1993年10月に実施された『ワールドプロレスリング』の山口放送から山口朝日放送（テレビ朝日系列）への放映権移行をもって消滅した（山口放送は1993年10月以降は本番組～『プロレスリング・ノア中継』のみ放送）。2023年現在『ワールドプロレスリング』を放送している地域の内、岩手・高知の2県は、一時期本番組（テレビ岩手と高知放送で放送）のみでプロレス中継を放送していた[注 28]。反対に、土曜夕方枠時代に一時打ち切りとなっていた富山・山口・徳島・愛媛の4県は、未放送期間中は『ワールドプロレスリング』（当時は北日本放送・山口放送・四国放送・テレビ愛媛で放送。山口放送は山口朝日放送へ、テレビ愛媛は愛媛朝日テレビへ『ワールドプロレスリング』の放映権が移行、北日本放送と四国放送における『ワールドプロレスリング』の放送は本番組のネット再開後に途中打ち切り）のみでプロレス中継を放送していた（北日本放送・山口放送・四国放送・南海放送は、レギュラー枠休止期間中も『土曜トップスペシャル』で放送される特番は放送していた）。
- レギュラー放送や『土曜トップスペシャル』における実況生中継が一度も行われなかった県は、ゴールデンタイム当時TBS系列局で遅れネットしていた石川・宮崎・沖縄の3県[注 29]であった。
- なお、60分バージョンが放送されなかった日本テレビ系列局は、1994年4月に30分に短縮された同時期に開局した鹿児島読売テレビのみだった。
- 当番組の打ち切り後の後枠は『コロッセオ』だが、ほとんどの地域は打ち切り翌週から開始したものの、ミヤギテレビでは2000年7月2日に当番組の最終回を放送し、最終回放送直後に『コロッセオ』の初回を放送した（同年7月9日以降は当番組が放送されていた時間に移動）[注 30]。
- 島根・岡山の2県では日本海テレビ・西日本放送の電波相互乗り入れに伴い、本番組から日本テレビ系プロレス番組のネットを開始した一方で、日本テレビ系列局の山梨放送・四国放送、クロスネット局の福井放送・テレビ大分、TBS系列局の宮崎放送・琉球放送の6局は、本番組を以って『日本プロレス中継』から続いていた日本テレビ系プロレス番組のネットを打ち切ったと同時に、大分・沖縄の2県における全国ネットのプロレス中継は大分朝日放送と琉球朝日放送で放送している『ワールドプロレスリング』のみとなった他、ANNフルネット局が所在しない山梨・福井・徳島・宮崎の4県では地上波における全国ネットのプロレス中継が視聴できなくなってしまった[注 31]。

#### 一時期他局に移行していた地域
地域によっては、一時期他局へ放映権移行が行われ、ネットを開始した放送局に放映権が復帰した地域もあった（太字は一時期ネットした放送局）。大分放送は『ワールドプロレスリング』もネットしていた他、鹿児島テレビは1982年10月の鹿児島放送（テレビ朝日系列）開局まで『ワールドプロレスリング』もネットしていた。
- テレビ大分→大分放送→テレビ大分
  - テレビ大分は『日本プロレス中継』から継続して本番組をネットしていたが、編成の都合で1980年代前半に大分放送へ放映権したものの、1985年10月のゴールデンタイム復帰に伴い、土曜19時台が日本テレビ系同時ネット枠であるテレビ大分へ再移行。
- 南日本放送→鹿児島テレビ→南日本放送
  - 南日本放送は『日本プロレス中継』から継続して本番組をネットしていたが（本番組は遅れネット）、1975年4月、鹿児島テレビへ移行されたものの（1988年4月以降は遅れネット化）、1992年4月の鹿児島テレビの編成見直しに伴い南日本放送へ再移行され、放送時間が30分に短縮された1994年4月に開局したばかりの鹿児島読売テレビへ再々移行。

## 番組スポンサーに関する特筆事項
日本プロレス時代のプロレス中継（定期番組）は「三菱ダイヤモンド・アワー」の放送枠（当初はディズニーランドとの隔週）で放送されており、長らく三菱電機の一社提供だった。元々三菱電機は力道山のスポンサーであり、日本プロレス自体のスポンサーでもあった。テレビマッチのメインイベントの前に、三菱電機製の掃除機（「風神」など）でリング上を掃き清めるというスタイルの生コマーシャルが見られたり、実況の合間に「この放送は、皆様ご覧のテレビジョンを始め、数々の電化（家電）製品でおなじみの三菱電機が、全国の皆様にお送りしています」といった旨のアナウンスが入ったのは、この頃の事である。しかし番組の末期には、三菱電機を筆頭スポンサーとしながら、鈴木自動車、さらに久保田鉄工も提供スポンサーに加わっていた。
馬場は日本プロレスからの独立にあたり、日本テレビだけでなく、『日本プロレス中継』の提供スポンサーで日本プロレスのスポンサーだった三菱電機との縁も強く主張したが、新たに始まった『全日本プロレス中継』では、三菱電機が提供に付くことはなかった（金曜8時の三菱アワー枠に残り、後継番組である『太陽にほえろ!』のメインスポンサー＜複数スポンサーとの共同協賛＞となった）。ただし馬場との個人的な縁、全日本プロレスとの縁は継続され、リング上で渡される花束の提供元が三菱電機だったことも多かった（同じ三菱グループに属する三菱自動車工業は、後年、番組提供スポンサーに付いている）。番組は日鐵サッシをはじめとする複数社による提供（当初は主に金属・工業の企業である大平洋金属や高田工業所、大阪精工などがスポンサーに携わっていた）となり、それも時代の推移と共に目まぐるしく入れ替わった。
主に1970年代の全日本プロレスでは、「オロナミンC」（大塚製薬）、「酒は黄桜」（黄桜酒造）「ヰセキ」（井関農機）など番組スポンサーをあしらった横幕がリングに張られていた。スポンサー付き横幕は1979年3月まで張られていたが、同年4月の土曜17:30枠のローカルセールス枠移動と同時に横幕は「全日本プロレス中継 日本テレビ」→「ALL JAPAN PRO WRESTLING　日本テレビ」に変更された（2000年6月の当番組終了まで）。尚1979年4月以降のマットは、一時期赤青の2色を三角形状に分けたテレビ中継用マットと、青一色の未中継用マットに使い分けていたこともあったが、番組最末期のマットはは青一色となった。1979年4月以降もリングスポンサーがついたケースがあり、1997年の「'97世界最強タッグ決定リーグ戦」は、開幕直前に「全日本プロレス FEATURING VIRTUA」を発売したセガが、「セガサターン」名義でリングスポンサーを務めた。
花束贈呈については、初期のころはダイヤモンドアワーからの名残でメインイベントやオープン選手権（現・チャンピオンカーニバル相当）、世界オープンタッグ選手権（現・世界最強タッグ決定リーグ戦相当）の開会式における選手への花束贈呈の協賛もしており、リングアナウンサーや実況席の解説者・アナウンサーが「この番組の提供スポンサー（1社ずつ読み上げ）より花束が贈呈されます」とアナウンスしていた。時間帯移行後同時に解説者・アナウンサーによる読み上げも廃止された。但し、17:30からの放送となった時のごく一時期に日本テレビ（関東圏のみ）では録画中継である場合に限り当時の実況アナウンサーがスポンサーの提供読みとその日の放送カードの紹介をしていたものもあった。時間帯移行後は「日本テレビ(または日本テレビ、地方協力局)より、花束の贈呈です。」、ゴールデン復活以降は「日本テレビ(または、日本テレビ、地方協力局)ならびに番組のスポンサーより、花束の贈呈です。」と実況アナウンサーより紹介されていた。
余談だが、三菱電機・鈴木・久保田（金8）・三菱自工・大塚（土8）とも、プロレス撤退以後の後継番組でも協賛を続けていた。

## アーカイブ放送・ネット配信
アーカイブ放送は、かつて本番組で放送されたNWA戦などのビッグマッチを、CS放送の日テレジータスにて放送されている。2016年12月までは『プロレスクラシック』（第1期）として放送されていた。2017年1月から本番組のアーカイブ放送の他にも、『プロレスリング・ノア中継』のアーカイブ放送も放送する『プロレス激闘の記憶』としてリニューアルされたものの、2020年に再度『プロレスクラシック』（第2期）へ戻っている。『プロレスクラシック』（第1期）では、2009年3月まで1か月1回更新だったが、諸事情により、4月からしばらくは更新を途絶えていた。しかし、7月からしばらくの間は原則として奇数月に最新作、偶数月に過去放送の番組のアンコール放送を実施していたが、その後1か月1回更新に戻っていた。また全日本プロレスからプロレスリング・ノアに移籍したベテラン選手を特集したもの、日本プロレス中継時代の試合、『NOAH di コロッセオ』の再放送が放送されることもあった。
2020年から、『プロレスクラシック』の新シリーズとして、小橋建太が監修・ナビゲーターの「プロレス伝承人」を務める『プロレスクラシック～伝承～』なるシリーズの放送を開始した。主に小橋・三沢・川田・田上などの「超世代軍」が台頭した平成初期の頃の試合を取り上げている。
共通事項として、1980年代までは一部の試合で生中継や当日録画（日本テレビなど一部の同時ネット局）があるため、部分的に無音になっている個所もある（前述の長州VSマシンのマスク脱ぎのシーンなど）。
日本テレビは2022年5月から、YouTubeチャンネル並びにTikTokにて開始した『日テレプロレス中継アーカイ部』において、本番組の番宣や各大会のオープニング、一部試合のダイジェスト映像（但し入場シーンはカットされている）、ラッシャー木村のマイクパフォーマンス、プロレスニュースなどの配信を開始した他、『日テレプロレス中継アーカイ部』のTwitterも開設された。『日テレプロレス中継アーカイ部』には、本番組の実況を担当していた平川健太郎と菅谷大介も不定期出演している他、諏訪魔など全日本プロレスに所属している選手が出演する事もある。また、『プロレスクラシック～伝承～』の番宣を行う場合もある。
Huluは2022年12月19日から、『日テレプロレス厳選プレミアムセレクション』として、本番組と『プロレスリング・ノア中継』のアーカイブ配信を開始した。毎週月曜日に5試合ずつラインナップが追加され、日本テレビが厳選した50試合を配信する。
TVerと日本テレビの見逃しサービスである「日テレ無料TADA!」で配信されている『神回だけ見せます!』では、前述のブッチャーVSシークと1982年2月4日に東京体育館で行われた馬場VSハンセンの2試合が配信されている。2試合とも解説は佐久間宣行、伊集院光、ユリオカ超特Qの3人が務めている。
CS放送のFIGHTING TV サムライにおいても、『全日本プロレス王道史』→『ボクら全日王道クラブ』 が放送された。これは週ごとに年代をおって全日本プロレスの40年を振り返っている番組で、そのため2000年の大量離脱後の試合も放送される場合があった。